# 1971
1971 — невисокосний рік нашої ери.

## Події
- 1 січня — Франція розпочала головування в Раді ЄС[1].
- 11 січня — американський журналіст Дон Гефлер започаткував термін Кремнієва долина, коли він почав публікувати серію статей під назвою «Кремнієва долина США».
- 28 лютого — У Ліхтенштейні підтверджено законодавчу заборону жінкам брати участь у голосуванні на виборах.
- 30 червня — Під час повернення на Землю після космічного польоту на Союзі-11 капсула повернення зазнала пошкодження та розгерметизувалася. Загинув весь екіпаж — Георгій Добровольський, Владислав Волков та Віктор Пацаєв.
- 1 липня — Італія розпочала головування в Раді ЄС[1].
- Заснувалась екологічно-охоронна організація Ґрінпіс у Канаді.
- 7 вересня — у Києві було оголошено про споріднення й братання міст Києва і Кіото.

## Народились
- 19 січня — Каріна Плай, українська співачка, телеведуча.
- 31 січня — Андрій Парубій, український політик.
- 8 лютого — Володимир Балух, український громадський активіст, фермер, політв'язень.
- 12 лютого — Ольга Юнакова, українська співачка.
- 15 лютого — Рене О'Коннор, американська акторка.
- 26 лютого — Семен Горов, український режисер, музичний продюсер та композитор.
- 27 березня — Девід Култхард, шотландський автогонщик, пілот Формули-1.
- 1 квітня — Вахтанг Кіпіані, український журналіст, публіцист, історик.
- 8 квітня — Олександр Шевченко, український підприємець, політик. засновник гірськолижного курорту «Буковель».
- 9 квітня — Жак Вільнев, канадський автогонщик.
- 18 квітня — Девід Теннант, шотландський актор.
- 30 квітня — Діана Дорожкіна, український модельєр-дизайнер.
- 7 травня — Олександр Авраменко, український педагог, теле- та радіоведучий.
- 13 травня 
  - Ганна Безулик, українська телеведуча.
  - Оксана Соколова, українська журналістка, телеведуча.
- 15 травня — Ірина Геращенко, українська тележурналістка та політик, народний депутат України.
- 17 травня — Юрій Кондратюк (Юрко Юрченко), український музикант і актор. Гітарист гурту «Yurcash».
- 4 червня — Ноа Вайлі, американський актор.
- 16 червня — Тупак Шакур, американський репер.
- 12 липня — Петро Мага, український актор, поет-пісняр, телеведучий.
- 19 липня — Віталій Кличко, український державний діяч, боксер, політик. Мер Києва з 5 червня 2014 року.
- 21 липня — Валентин Васянович, український режисер, сценарист та кінопродюсер.
- 22 липня — Дмитро Коляденко, український хореограф, танцівник, співак і телеведучий.
- 24 липня — Діно Баджо, італійський футболіст.
- 11 серпня — Іван Леньо, український музикант, один із лідерів фолькрок-гурту «Kozak System».
- 12 серпня — Піт Сампрас, американський тенісист.
- 23 серпня 
  - Деметріо Альбертіні, італійський футболіст.
  - Римма Зюбіна, українська актриса.
- 1 вересня — Хакан Шукюр, турецький футболіст.
- 2 вересня — Маркіян Лубківський, український дипломат, політичний і громадський діяч.
- 5 вересня — Сергій Нагорняк, український футболіст.
- 6 вересня — Долорес О'Ріордан, ірландська співачка, вокалістка групи The Cranberries.
- 18 вересня — Володимир Шаран, радянський та український футболіст і тренер.
- 25 вересня — Богдан Яременко, український дипломат, політик. Народний депутат України 9-го скликання.
- 30 вересня — Дмитро Ярош, український громадський і політичний діяч.
- 6 жовтня — Вадим Гутцайт, український фехтувальник, шабліст, олімпійський чемпіон. Міністр молоді й спорту України.
- 22 жовтня — Віталій Лінецький, український актор театру і кіно (пом. 2014).
- 29 жовтня — Вайнона Райдер, американська акторка.
- 21 листопада — Андрій Єрмак, український державний діяч, політик, кінопродюсер, керівник офісу 6-го Президента України Володимира Зеленського.
- 25 листопада — Крістіна Епплгейт, американська акторка.
- 30 листопада — Олександр Нікітін, український та російський актор.
- 2 грудня 
  - Франческо Тольдо, італійський футболіст.
  - Олександр Богуцький, український продюсер і телевізійний менеджер.
- 6 грудня — Ріхард Крайчек, голландський тенісист.
- 18 грудня — Аранча Санчес Вікаріо, іспанська тенісистка.
- 24 грудня — Рікі Мартін, пуерто-риканський співак.
- 26 грудня — Тетяна Сорокко, американська супермодель російського походження.
- 30 грудня — Волощук Назар Олександрович, український бандурист, співак. громадсько-політичний діяч

## Померли
Дивись також Категорія:Померли 1971
- 10 березня  — Кухаренко Лідія Іванівна, українська економістка і громадський діяч, доктор економічних наук (1952), професор (1953). Депутат Верховної Ради УРСР 4-го — 6-го скликань. Член ЦК КПУ у січні 1949 — березні 1966 р.
- 6 квітня — Ігор Стравінський, російський композитор, диригент.
- 7 травня — Задніпровський Леонід Сергійович, український актор.
- 11 вересня — Микита Сергійович Хрущов, лідер радянської держави у середині 1950-х — 1964 роках.
- 15 листопада — Абель Рудольф Іванович, радянський розвідник, полковник. (*1903).
- 9 грудня — Ральф Банч, американський дипломат, нобелівський лауреат миру.

## Нобелівська премія
- з фізики: Денніс Габор — «За винахід і розробку голографічного методу»
- з хімії: Герхард Герцберг — «За його внесок в розуміння електронної структури і будови молекул, особливо вільних радикалів»
- з медицини та фізіології: Ерл Сазерленд — «За відкриття, що стосуються механізмів дії гормонів»
- з економіки: Саймон Кузнець — «За емпірично обґрунтоване тлумачення економічного зростання, що призвело до нового, глибшого розуміння як економічної, так і соціальної структури, а також процесу розвитку»
- з літератури: Пабло Неруда
- премія миру: Віллі Брандт — «На знак визнання конкретних ініціатив, що призвели ослаблення напруженості між Сходом і Заходом»